# Charles Louis Dinet
Pour les articles homonymes, voir Dinet.
Charles Louis Félix Dinet, né le 5 juin 1775 à Paris où il est mort le 6 mars 1856, est un mathématicien français.

## Biographie
Fils d'un avocat au parlement de Paris, Charles Louis Dinet étudie à l'École polytechnique de 1794 à 1797 puis devient répétiteur d'analyse à l'École polytechnique (1797-1804). Il est professeur de mathématiques au lycée Napoléon (puis collège royal Henri-IV) (1804-1816) et examinateur d'admission, temporaire puis permanent, à l'École polytechnique (1804-1848). Il est professeur adjoint d'astronomie à la faculté des sciences de Paris (1809-1824), et inspecteur général des études (22 septembre 1824) jusqu'à sa retraite le 14 mai 1835 où il obtient le titre d'inspecteur général honoraire. 
En tant qu'examinateur d'admission à  l'École polytechnique, il est connu pour avoir examiné défavorablement Évariste Galois.